# Estructura d'un article científic

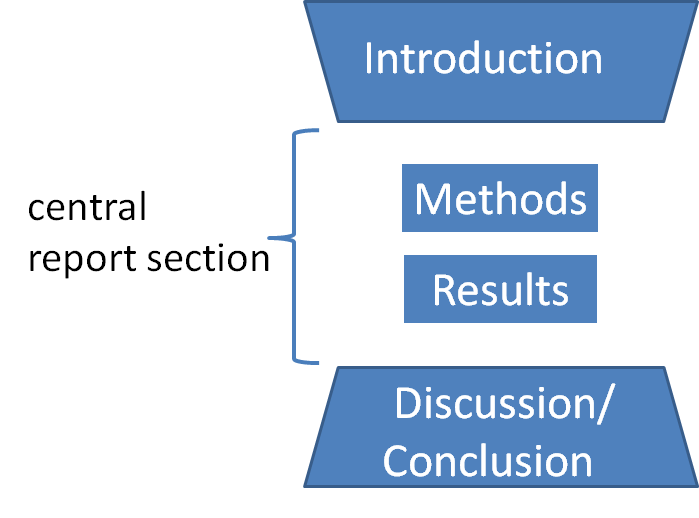
Model IMRaD.

L'estructura d'un article científic és com s'estableix la divisió per seccions dels continguts exposats als articles científics. El format d'IMRaD (Introducció, Metodologia, Resultats i Discussió, de l'anglès "Introduction, Methodology, Results and Discussion") ha estat adoptat per un nombre fermament creixent de revistes acadèmiques des de la primera meitat del segle xx. L'estructura d'IMRaD ha arribat a ser l'estil dominant d'escriptura acadèmica a les ciències, més notablement a la biomedicina empírica.
L'estructura IMRaD s'utilitza principalment a articles d'investigació científica experimental mentre que els que no són d'aquest tipus solen utilitzar altres esquemes d'estructura.
En les ciències mèdiques s'ha establert la guia CONSORT per a informar de proves aleatoritzades.

## Estructura IMRaD
- Introducció:

En aquesta secció es justifica la necessitat del projecte d'investigació, què falta per resoldre tenint en compte allò que un mateix o altres han investigat amb anterioritat, es fa un resum de les publicacions científiques anteriors que tracten el mateix o similar tema d'investigació i s'emeten una hipòtesi i uns objectius.
- Mètodes:

En aquesta altra secció s'explica el disseny de la recerca donant una descripció detallada dels procediments seguits en la recerca.
- Resultats:

En aquesta secció es presenten els resultats lliures d'interpretacions.
Molts investigadors comencen emplenant els continguts de l'article científic per aquesta secció, després escriuen la introducció i la discussió.
- Discussió:

En aquest apartat es donen interpretacions als resultats posant-los en relació, si és possible, amb resultats d'altres investigacions similars. Poden afegir-se les consideracions de futures línies d'investigació, futures oportunitats de fer altres recerques, a partir del mateix article científic.
Per a les ciències mèdiques Docherty i Smith proposaren una estructura per a la discussió:
- Establir els resultats principals.
- Establir les deficiències i les capacitats de l'estudi sense donar èmfasi a cap de les dos. Si no s'establiren les deficiències tant l'editor com el potencial lector tindrien fonament per a dubtar de l'estudi.
- Considerar les deficiències i capacitats de l'estudi en relació amb altres estudis. Es destaquen les diferències amb altres estudis i s'explica el perquè.
- Considerar les implicacions de l'estudi.
- Determinar què queda per resoldre, establint possibilitats de noves línies d'investigació.

## Altres estructures
Als articles científics de revisió s'utilitza una estructura similar a IMRaD:
- Introducció: es determinen les preguntes que es pretén contestar.
- Metodologia: s'explica "com, amb quins criteris i quins treballs s'han seleccionat per a la revisió"
- Desenvolupament i discussió: es mostren els detalls més destacables dels articles revisats i un resum argumentat dels resultats dels articles revisats.
- Conclusions: es proposen noves hipòtesis.

## Altres seccions
Sol incloure's la secció "Resum" al principi. Serveis per a ajudar a decidir si llegir-se l'article sencer al potencial lector. En l'àmbit de les ciències mèdiques s'ha anat presentant el resum de manera estructurada.
Hi ha autors que consideren que el títol, l'autoria, els reconeixements i les referències són parts de l'estructura.